# Championnat de Tunisie de football 1993-1994
Navigation
Saison précédente Saison suivante
La saison 1993-1994 du Championnat de Tunisie de football était la 39e édition de la première division tunisienne à poule unique, la Ligue Professionnelle 1. Les quatorze meilleurs clubs tunisiens jouent les uns contre les autres à deux reprises durant la saison, à domicile et à l'extérieur. En fin de saison, les deux derniers du classement sont relégués et remplacés par les deux meilleurs clubs de Ligue Professionnelle 2.
C'est l'Espérance sportive de Tunis, tenante du titre, qui devient champion de Tunisie pour la 12e fois de son histoire, en terminant en tête du classement final, avec 9 points d'avance sur l'Étoile sportive du Sahel et 10 sur le Club Africain.

## Clubs participants
| - CA Bizerte - Océano Club de Kerkennah - Club africain - Espérance sportive de Tunis - Étoile sportive du Sahel - Club Sportif de Hammam-Lif - Avenir sportif de La Marsa | - Union sportive monastirienne - Stade tunisien - CS sfaxien - Étoile sportive de Béni Khalled - Promu de LP2 - Jeunesse sportive kairouanaise - Olympique de Béja - Olympique du Kef - Promu de LP2 |

## Compétition

### Classement
Le barème de points servant à établir le classement se décompose ainsi :
- Victoire : 2 points
- Match nul : 1 point
- Défaite : 0 point

| Rang | Équipe                               | Pts | J  | G  | N  | P  | Bp | Bc | Diff |
| ---- | ------------------------------------ | --- | -- | -- | -- | -- | -- | -- | ---- |
| 1    | Espérance sportive de Tunis (T) (C1) | 43  | 26 | 19 | 5  | 2  | 52 | 12 | +40  |
| 2    | Étoile sportive du Sahel             | 34  | 26 | 13 | 8  | 5  | 36 | 17 | +19  |
| 3    | Club Africain                        | 33  | 26 | 14 | 5  | 7  | 47 | 28 | +19  |
| 4    | Avenir sportif de La Marsa (C)       | 31  | 26 | 12 | 7  | 7  | 37 | 24 | +13  |
| 5    | CS sfaxien                           | 31  | 26 | 11 | 9  | 6  | 36 | 33 | +3   |
| 6    | CA Bizerte                           | 26  | 26 | 10 | 6  | 10 | 31 | 29 | +2   |
| 7    | Stade tunisien                       | 24  | 26 | 10 | 4  | 12 | 30 | 32 | -2   |
| 8    | Olympique de Béja                    | 24  | 26 | 7  | 10 | 9  | 21 | 24 | -3   |
| 9    | Jeunesse sportive kairouanaise       | 23  | 26 | 8  | 7  | 11 | 29 | 39 | -10  |
| 10   | Océano Club de Kerkennah             | 21  | 26 | 7  | 7  | 12 | 34 | 46 | -12  |
| 11   | Club Sportif de Hammam-Lif           | 20  | 26 | 7  | 6  | 13 | 12 | 24 | -12  |
| 12   | Olympique du Kef (P)                 | 20  | 26 | 7  | 6  | 13 | 22 | 36 | -14  |
| 13   | Étoile sportive de Béni Khalled (P)  | 17  | 26 | 5  | 7  | 14 | 21 | 44 | -23  |
| 14   | Union sportive monastirienne         | 17  | 26 | 5  | 7  | 14 | 23 | 43 | -20  |

|  | Qualification pour la Coupe des clubs champions 1995                                                                                             |
|  | Qualification pour la Coupe des Coupes 1995 |
|  | Qualification pour la Coupe de la CAF 1995 |
|  | Relégation directe en deuxième division |
|  | (T) Tenant du titre (C) Vainqueur de la Coupe de Tunisie (P) Club promu de deuxième division (C1) Vainqueur de la Coupe des clubs champions 1994 |

## Bilan de la saison
| Championnat de Tunisie de football 1993-1994 |                                         |
| Champion                                     | Espérance sportive de Tunis (12e titre) |
| Coupes et trophées                           |                                         |
| Vainqueur de la Coupe de Tunisie 1993-1994   | Avenir sportif de La Marsa              |
| Qualifications continentales                 |                                         |
| Coupe des clubs champions 1995               | Espérance sportive de Tunis             |
| Coupe des Coupes 1995                        | Avenir sportif de La Marsa              |
| Coupe de la CAF 1995                         | Étoile sportive du Sahel                |
| Promotions et relégations                    |                                         |
| Promus en Ligue Professionnelle 1            | Sfax railway sport                      |
| Promus en Ligue Professionnelle 1            | Espérance sportive de Zarzis            |
| Relégués en Ligue Professionnelle 2          | Étoile sportive de Béni Khalled         |
| Relégués en Ligue Professionnelle 2          | Union sportive monastirienne            |